# Dactylocalyx patella
Dactylocalyx patella är en svampdjursart som beskrevs av Schulze 1887. Dactylocalyx patella ingår i släktet Dactylocalyx och familjen Dactylocalycidae. Inga underarter finns listade i Catalogue of Life.